# Jake E. Lee
Jake E. Lee, egentligen Jakey Lou Williams, född 15 februari 1957 i Norfolk, Virginia, är en amerikansk gitarrist, mest känd som medlem i Ozzy Osbournes soloband på 1980-talet och i bandet Badlands. Han har även spelat med Ratt, Dio,  och Rough Cutt.

## Biografi
Lee började spela med Ozzy Osbourne 1982, då han ersatte bortgångne Randy Rhoads. Han medverkade på albumen Bark at the Moon (1983) och The Ultimate Sin (1986) innan han lämnade Osbourne 1987. Lee bildade istället bandet Badlands som existerade 1988-1992. Han solodebuterade 1996 med det instrumentala albumet A Fine Pink Mist.
Den 15 oktober 2024 sköts Jake E. Lee med flera skott i Las Vegas. Han förväntas bli helt återställd.

## Diskografi

### Album med Ozzy Osbourne
- 1983 – Bark at the Moon
- 1986 – The Ultimate Sin

### Album meed Badlands
- 1989 – Badlands
- 1991 – Voodoo Highway
- 1998 – Dusk

### Soloalbum
- 1996 – A Fine Pink Mist
- 2005 – Retraced
- 2008 – Runnin' with the Devil

### Album med andra artister
Med Mickey Ratt
- 2000 – The Garage Tape Dayz 78–81

Med Enuff Z'Nuff
- 2009 – Dissonance

Med Red Dragon Cartel
- 2014 – Red Dragon Cartel
- 2018 – Patina